# Опаринський район
Опа́ринський район (рос. Опаринский район) — район у складі Кіровської області Російської Федерації. Адміністративний центр — селище міського типу Опаріно.

## Історія
Район був утворений 10 квітня 1924 року в результаті адміністративної реформи, коли замість повітів та волостей Північнодвінської губернії були утворені райони. 1929 року район перейшов до складу Північного краю, з 1936 року — Північної області, з 1937 року він перейшов до складу Архангельської області. 1941 року район був переданий до складу Кіровської області. 14 вересня 1959 року район був ліквідований, територія поділена між сусідніми Даровським та Мурашинським районами. 30 грудня 1966 року Опарінський район був відновлений із частини Мурашинського району.
7 грудня 2004 року, в рамках муніципальної реформи, у складі району були утворені 1 міське (Опарінське) та 8 сільських поселень (Альмезьке, Вазюцьке, Верхньоволманзьке, Зоринський, Мароміцьке, Моломське, Річне, Стрільське). 2011 року Верхньоволманзьке сільське поселення було приєднане до Стрільського сільського поселення. 2016 року Моломське сільське поселення було приєднане до складу Опарінського міського поселення.

## Населення
Населення району складає 9760 осіб (2017; 9955 у 2016, 10223 у 2015, 10672 у 2014, 10985 у 2013, 11318 у 2012, 11746 у 2011, 11795 у 2010, 12951 у 2009, 14631 у 2002, 18219 у 1989, 20012 у 1979, 22292 у 1970).

## Адміністративний поділ
Станом на 2016 рік район адміністративно поділявся на 1 міське поселення та 6 сільських поселень. Станом на 2010 рік до його складу входило 42 населених пункти, з яких 10 не мали постійного населення, але ще не були зняті з обліку:
| Поселення                     | Площа, км² | Населення, осіб (2002) | Населення, осіб (2010) | Населення, осіб (2017) | Центр               | Населені пункти |
| ----------------------------- | ---------- | ---------------------- | ---------------------- | ---------------------- | ------------------- | --------------- |
| Опарінське міське поселення   | 1718,10    | 5910                   | 5146                   | 4400                   | смт Опаріно         | 10              |
| Альмезьке сільське поселення  | 316,05     | 1075                   | 614                    | 473                    | селище Альмеж       | 2               |
| Вазюцьке сільське поселення   | 456,21     | 809                    | 599                    | 487                    | селище Вазюк        | 8               |
| Зоринське сільське поселення  | 149,95     | 1231                   | 1064                   | 858                    | селище Зоря         | 1               |
| Маромицьке сільське поселення | 137,49     | 1889                   | 1493                   | 1173                   | селище Маромиця     | 1               |
| Річне сільське поселення      | 1309,80    | 2479                   | 2277                   | 1942                   | селище Річний       | 6               |
| Стрільське сільське поселення | 1955,26    | 907                    | 602                    | 427                    | присілок Стрільська | 14              |

## Найбільші населені пункти
| №  | Населений пункт | Населення, осіб (2002) | Населення, осіб (2010) |
| -- | --------------- | ---------------------- | ---------------------- |
| 1  | Опаріно         | 5142                   | 4440                   |
| 2  | Маромиця        | 1889                   | 1493                   |
| 3  | Сєверний        | 1069                   | 1216                   |
| 4  | Зоря            | 1231                   | 1064                   |
| 5  | Річний          | 1241                   | 940                    |
| 6  | Вазюк           | 700                    | 571                    |
| 7  | Альмеж          | 695                    | 438                    |
| 8  | Культура        | 331                    | 313                    |
| 9  | Молома          | 389                    | 288                    |
| 10 | Стрільська      | 216                    | 212                    |